# Cățeii lui Moș Crăciun
Cățeii lui Moș Crăciun (titlu original: Santa Buddies) este un film de Crăciun americano-britanic direct-pe-DVD din 2009 regizat și produs de Robert Vince. Rolurile principale au fost interpretate de actorii Zachary Gordon, Josh Flitter, Tom Bosley, George Wendt, Quinn Lord, Christopher Lloyd, Danny Woodburn și Tim Conway.

## Distribuție
- George Wendt - Moș Crăciun
- Christopher Lloyd - Stan Cruge
- Danny Woodburn - Eli
- Quinn Lord - Pete
- Ryan Grantham - Sam
- Andrew Astor - Mikey
- Sophia Ludwig - Alice
- Gig Morton - Billy
- Craig Anton - Bob
- Michael Teigen - Sheriff Dan

### Roluri de voce
- Zachary Gordon - Puppy Paws, Santa Paw's son
- Tom Bosley - Santa Paws, a Great Pyrenees
- Tim Conway - Sniffer
- Josh Flitter - Budderball
- Liliana Mumy - Rosebud
- Ty Panitz - Mudbud (Jonathan Morgan Heit când cântă)
- Field Cate - Buddha
- Skyler Gisondo - B-Dawg
- Richard Kind - Eddy, a Jack Russell Terrier
- Kaitlyn Maher - Tiny, a Yorkshire Terrier
- Chris Coppola - Comet, un ren